# 老营盘镇
老营盘镇是江西省泰和县下辖的一个镇，著名的老营盘战斗发生地。

## 沿革
1956年设小庄乡，1958年为回龙人民公社，1968年更名为老营盘人民公社。。1984年撤消人民公社，分设老营盘乡、上圯乡。2000年12月8日，撤消老营盘乡，设立老营盘镇。

## 行政区划
老营盘镇现辖1个居委会和7个村委会

老营盘镇社区、老营盘村、田塅村、五丰村、小庄村、竹山村、大庄村和富足村。
| 居委会 | 老营盘居委会                                               |
| 村委会 | 五丰村、田段村、老营盘村、小庄坳村、竹山村、大庄村、富足村 |

## 交通
- 京九铁路：营盘上站